# 骑士与商人
《骑士与商人》（Knights and Merchants：The Shattered Kingdom，简称TSK）是由JoyMania Entertainment开发，TopWare Interactive公司发行于1998年的一款即时战略游戏，平台为Windows。该游戏的发售地点为欧洲、北美和日本。另外值得一说的是，其资料片《骑士与商人：农民起义》的发售根据地区不同发售时间不一，德国为2001年，俄罗斯为2002年，北美为2005年。

## 经济要素
《骑士与商人》可以说是一款策略式经济仿真游戏，经济在这个实时动作游戏中扮演重要的角色。在战役模式中，你所生产的东西及所得到的资源都将被用来作为军事用途从而夺回失陷省分。
骑士与商人的经济系统比其他多数即时战略游戏都要复杂，有非常多种的资源，并且需要配置与组合多种基本资源来使经济正常运作。例如，玩家想要得到小麦必须自己建造一个农场进行种植，然后为了得到面粉，玩家必须把小麦送入磨坊进行研磨，最后在烘培室中可把面粉加工成面包。在游戏中的这些大量的资源需要对应相应的建筑物和工人，因此玩家需要营造一个完美的循环机制并且需要更多的经济学微观管理理念。
基于游戏的经济框架，每个公民和士兵们都需要食物来维持自己的生计（这里最主要的意味是生命）。你建立一个庞大军队的同时意味着玩家需要另外消耗更多的食物。在游戏中没有人口限制，不过需要比较好经济效用才能经营好一个属于自己玩家的城市和军队。